# Epicondilite
L'epicondilite (precisamente epicondilalgia omerale, in gergo "gomito del tennista") è un processo degenerativo dei tendini che si inseriscono nel gomito, in dettaglio sull'epicondilo laterale.
Innanzitutto è bene precisare che questa sindrome ha assunto la denominazione di epicondilalgia, e non più epicondilite. Si credeva, infatti, che la causa fosse di tipo infiammatorio, mentre con le ultime evidenze scientifiche, si è scoperto che invece è preponderante il processo degenerativo a carico dei tendini coinvolti. Sono state riscontrate modificazioni nel funzionamento dei tendini di ordine neurogenico dovute alla presenza di mediatori chimici del dolore come la sostanza P e la calcitonina, neovascolarizzazione e la presenza di fibre necrotiche. Il termine tendinite è quindi passato in disuso e sostituito da tendinopatia, che più propriamente rappresenta il processo degenerativo a carico del tendine.
Tuttavia, l'epicondilite non va intesa come una patologia che riguarda solo un piccolo gruppo di sportivi, ma riguarda anche chi sta molto tempo con gli arti superiori fermi nella stessa posizione per altri motivi, come un dattilografo, un pianista o uno scrittore che usi la tastiera. In genere i medici consigliano di cercare di prevenirla, riscaldando sempre bene le articolazioni prima di dedicarsi a degli sforzi intensi, come il culturismo, il power lifting, altri tipi di sport o lavori di natura manuale. Si tratta di un disturbo di carattere invalidante, che, qualora non affrontato con la giusta terapia, può cronicizzare.

## Sintomi
Il dolore è localizzato dove queste fibre si attaccano all'osso sul lato esterno del gomito o lungo i ventri dei muscoli epicondiloidei all'avambraccio. Le cause di questa tendinite possono essere o i microtraumatismi in conseguenza di movimenti ripetitivi sportivi o lavorativi o traumi diretti con successiva infiammazione dell'inserzione tendinea di questi muscoli al gomito. L'epicondilite insorge pertanto in soggetti sportivi ed è tipica di giocatori di tennis (da qui il nome di gomito del tennista). Clinicamente si manifesta con dolore a insorgenza subdola, con dolenzia durante l'uso combinato di mano, polso e gomito. Il dolore può aumentare la sera, dopo la giornata lavorativa. Solitamente la sintomatologia diventa più intensa per entità e durata, con maggior impaccio funzionale e riduzione progressiva dell'attività lavorativa fino a una vera e propria impotenza funzionale antalgica.

## Diagnosi
L'esame radiologico è solitamente negativo (anche se talora sono presenti calcificazioni in sede iuxtaepicondiloidea). La diagnosi è clinica anche se un'ecografia tendinea, meglio se effettuata con color o power Doppler, consente di identificare le aree di degenerazione endotendinea e l'iperemia dei tessuti peritendinei.

## Terapia
Nelle forme acute (dolore in atto) la terapia mira a eliminare l'infiammazione e il dolore mediante l'interruzione momentanea dell'attività sportiva e lavorativa, associando l'uso di FANS (antinfiammatori non steroidei), con un'eventuale immobilizzazione del gomito per 20 giorni, associando 2-3 infiltrazioni steroidee a livello tendineo. È possibile effettuare un trattamento dell'epicondilite mediante terapia infiltrativa sotto guida ecografica utilizzando semplicemente un ago e farmaci quali il cortisone o l'acido ialuronico.
Nelle forme ribelli alla terapia conservativa è indicato, anche se non tutti i chirurghi lo adottano, l'intervento chirurgico rappresentato o da una bonifica della regione tendinea, o da una disinserzione dei tendini alla giunzione osteotendinea, o da una cruentazione dell'epicondilo. Negli ultimi tempi si è molto diffuso con successo il ricorso alla terapia con onde d'urto o terapia a vibrazione locale che molto spesso sono più efficaci delle terapie fisiche tradizionali e possono evitare il ricorso all'intervento chirurgico.
Altra recente ed efficace terapia prevede esercizi di recupero della funzionalità che prevedono contrazioni eccentriche (ripetizioni negative) dei gruppi muscolari dell'avambraccio coinvolti nell'infiammazione.